# Buna (Papua-Neuguinea)
Buna ist ein Dorf in der Provinz Oro von Papua-Neuguinea im Südosten der Insel Neuguinea an der Küste der Salomonensee, nordöstlich der Provinzhauptstadt Popondetta.

## Geschichte
Das Dorf lag vor Beginn des Pazifikkriegs im britischen Territorium Papua, das von Australien verwaltet wurde. Vor dem Krieg wurde der Ort zum  Regierungssitz Buna Government Station und zur Buna Mission, einer anglikanischen Missionsstation, ausgebaut. In der Nähe befanden sich die Regierungsgärten, in denen Getreide für die Station angebaut wurde.
In der Nacht vom 21. auf den 22. Juli 1942 besetzten japanische Streitkräfte, die nördlich von Buna in Gona gelandet waren, den Ort (→  Operation RI). Der japanische Code für das Buna-Gebiet war „ONF“.
Streitkräfte der australischen Armee und der US-Armee griffen am 16. November 1942 das japanisch besetzte Dorf Buna an. Am 14. Dezember verließen die meisten Japaner Buna und flüchteten nach Jiropa. Nur einige Verteidigungsstellungen blieben zurück. Am 1. Januar 1943 gelang es den Alliierten die Verteidigung zu durchbrechen und zwei Tage später Buna zu erobern (→  Schlacht um Buna-Gona-Sanananda).

## Buna heute
Während der Schlacht wurde Buna weitestgehend zerstört. Nur das Betonfundament der Regierungsstation ist bis heute erhalten. Landeinwärts befinden sich einige Hütten, ein medizinisches Zentrum und Denkmäler, von denen einige auch in Strandnähe zu finden sind. Außerdem ist der Flügel- und Heckbereich der G6M1-L2 Betty 209 ausgestellt.